# Čovjek u visokom dvorcu (televizijska serija)
Čovjek u visokom dvorcu (izvorno The Man in the High Castle) američka je televizijska serija koja prikazuje distopijsku alternativnu povijest. Serija se temelji na istoimenoj knjizi iz 1962. godine autora Philipa K. Dicka. U alternativnoj 1962. godini, Sile Osovine pobijedile su u Drugom svjetskom ratu i podijelile Sjedinjene Američke Države na Veliko Nacističko carstvo (Greater Nazi Reich) koje je obuhvaćalo više od polovice istočnog dijela kontinenta i Japanske tihooceanske države (Japanese Pacific States) koje je obuhvaćalo zapadni dio. Između ta dva teritorija nalazi se neutralna zona koja obuhvaća Stjenjak. Serija prati niz likova čije sudbine se isprepliću nakon stupanja u kontakt s nizom propagandnih filmova koji prikazuju različite povijesne događaje, kao što je pobjeda Saveznika u Drugom svjetskom ratu. Serija ima četrdeset epizoda koje su podijeljene u četiri sezone. Glavni likovi serije su: John Smith - jedan od viših članova Nacističke partije, Helen Smith - žena Johna Smitha, Juliana Crain - protagonistkinja serije koja trazi načine da obori oba carstva. Epizode traju od 40-70 minuta.

## Vanjske poveznice
- Službene stranice
- Čovjek u visokom dvorcu na IMDb-u